# Ladislav Valníček

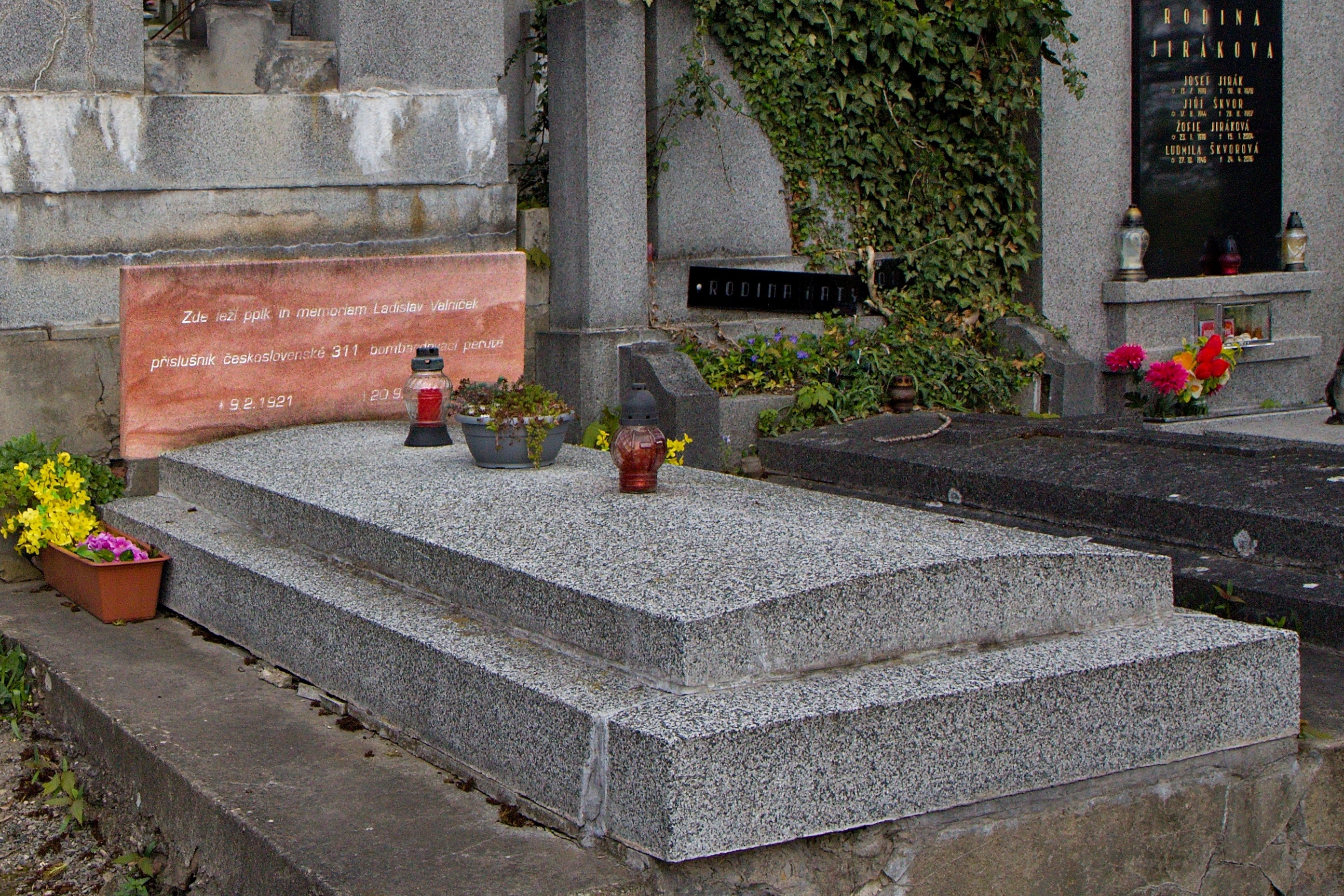
Hrob Ladislava Valníčka v Litoměřicích

Ladislav Valníček (9. února 1921 Brno – 20. září 1987 Litoměřice) byl československý příslušník 311. československé bombardovací perutě Royal Air Force.

## Život
Rodina Ladislava Valníčka pocházela z Litoměřic. Narodil se v Brně jen proto, že zde jeho matka byla na návštěvě u příbuzných. Vyrůstal v Litoměřicích a poté vystudoval průmyslovou školu v Praze. V roce 1938 byl v Litoměřicích napaden skupinou německých Hitlerjugend, proto hned po začátku druhé světové války vstoupil do odboje a odešel přes Maďarsko, Jugoslávii, Turecko a další země do Francie, kde vstoupil do pěší jednotky, v niž setrval první rok druhé světové války. V roce 1941 vstoupil do Royal Air Force, kde se stal příslušníkem 311. československé bombardovací perutě ve funkci palubního střelce. V letech 1943 a 1944 se účastnil 24 operačních letů.
Po válce se vrátil do Litoměřic, kde pracoval v tchánově firmě. V roce 1950 byl ve vykonstruovaném procesu komunistickým režimem obviněn a odsouzen k šesti letům vězení za nenahlášení emigrace Josefa Šnajdra, jednoho z velitelů 311. československé bombardovací perutě. Trest si odpykal v Jáchymově. Po propuštění mu bylo umožněno pracovat jen v dělnických profesích, kde po několika srdečních příhodách dostal částečný invalidní důchod. V roce 1970 byl rehabilitován a zproštěn viny. Zbytek života žil v Litoměřicích, kde v zapomnění zemřel 20. září 1987. Pohřben byl na litoměřickém hřbitově do neoznačeného hrobu, který byl znovu objeven v roce 2013 a doplněn pamětní deskou. V roce 1991 byl in memoriam povýšen do hodnosti podplukovníka letectva.

## Vyznamenání
Za svoji bojovou činnost získal několik vyznamenání.
- Československý válečný kříž 1939
- Československá medaile Za chrabrost před nepřítelem
- Československá medaile za zásluhy, I. stupně-stříbrná
- Pamětní medaile československé armády v zahraničí, se štítky Francie a Velká Británie
- Pamětní medaile k 20. výročí osvobození ČSSR
- Hvězda 1939–1945[5]
- Atlantic Star[6]
- France and Germany Star[7]
- War Medal 1939–1945[8]